# Премијер лига Руанде у фудбалу
Премијер лига Руанде у фудбалу највећи је степен фудбалских такмичења у Руанди. Први пут је одржана 1945. а од 1975. године формирана је као Прва лига Руанде. Прије почетка сезоне 2004/05. назив је промијењен у Примус национална фудбалска лига, након што је потписан спонзорски уговор са компанијом BRALIRWA Ltd, а главни спонзор био је бренд компаније примус. На крају сезоне компанија се повукла без објашњења, а уговор је поново потписан пред почетак сезоне 2009/10. и примус је био главни спонзор до краја сезоне 2012/13. Од сезоне 2013/14. главни спонзор је постао бренд турбо кинг, а од сезоне 2015/16. потписан је петогодишњи спонзорски уговор са танзанијском телевизијом Азам за 2,35 милиона долара, због чега је лига преименована у Азам Премијер лига Руанде. Од сезоне 2019/20. Азам се повукао са мјеста спонзора.
У лиги учествује 16 клубова и игра се двокружним системом, свако са сваким кући и на страни по једном. Првак иде у квалификације за КАФ лигу шампиона, док побједник Купа иде у КАФ Куп конфедерација; у зависности од позиције лиге на петогодишњој ранг листи може да има по два клуба у оба такмичења, уколико је међу првих 12, а у том случају другопласирани иде у Лигу шампиона, а трећепласирани у Куп конфедерација.
Кијову спорт је освојио прво познато првенство, док је АПР рекордер са 20 титула.

## Клубови
У сезони 2022/23. учествује 16 клубова.
| Клуб                 | Локација  |
| -------------------- | --------- |
| АПР                  | Кигали    |
| Кигали               | Кигали    |
| Бисежера             | Нјамата   |
| Еспоар               | Чјангугу  |
| Етинчелес            | Гисенји   |
| Етоил де л’Ест       | Кигали    |
| Гасоги јунајтед      | Кигали    |
| Џикумби              | Бјумба    |
| Горила               | Кигали    |
| Кијову спорт         | Кигали    |
| Маринес              | Гисенји   |
| Мукура виктори спорт | Бутаре    |
| Мусанзе              | Рухенгери |
| Полис                | Кигали    |
| Рајон спорт          | Њанза     |
| Руциро               | Кигали    |

## Прваци
Списак првака
- 1969: Кијову спорт
- 1971: Кијову спорт
- 1975: Рајон спорт
- 1976–79: Непознато
- 1980: Пантерес ноарес
- 1981: Рајон спорт
- 1982: није одржано
- 1983: Кијову спорт
- 1984: Пантерес ноарес
- 1985: Пантерес ноарес
- 1986: Пантерес ноарес
- 1987: Пантерес ноарес
- 1988: Мукунгва
- 1989: Мукунгва
- 1990–91: није одржавано
- 1992: Кијову спорт
- 1993: Кијову спорт
- 1994/95: АПР
- 1996: АПР
- 1997: Рајон спорт
- 1998: Рајон спорт
- 1999: АПР
- 2000: АПР
- 2001: АПР
- 2002: Рајон спорт
- 2003: АПР
- 2004: Рајон спорт
- 2005: АПР
- 2006: АПР
- 2006/07: АПР
- 2007/08: Атрако
- 2008/09: АПР
- 2009/10: АПР
- 2010/11: АПР
- 2011/12: АПР
- 2012/13: Рајон спорт
- 2013/14: АПР
- 2014/15: АПР
- 2015/16: АПР
- 2016/17: Рајон спорт
- 2017/18: АПР
- 2018/19: Рајон спорт
- 2019/20: АПР
- 2020/21: АПР[7]
- 2021/22: АПР[8]
- 2022/23: АПР

## Успјешност клубова
| Клуб            | Град      | Број титула | Сезоне |
| --------------- | --------- | ----------- | --- |
| АПР             | Кигали    | 21          | 1994/95, 1996, 1999, 2000, 2001, 2003, 2005, 2006, 2006/07, 2008/09, 2009/10, 2010/11, 2011/12, 2013/14, 2014/15, 2015/16, 2017/18, 2019/20, 2020/21, 2021/22, 2022/23 |
| Рајон спорт     | Њанза     | 9           | 1975, 1981, 1997, 1998, 2002, 2004, 2012/13, 2016/17, 2018/19 |
| Пантерес ноарес | Кигали    | 5           | 1980, 1984, 1985, 1986, 1987 |
| Кијову спорт    | Кигали    | 5           | 1969, 1971, 1983, 1992, 1993, |
| Мукунгва        | Рухенгери | 2           | 1988, 1989 |
| Атрако          | Кигали    | 1           | 2008 |

## Најбољи стријелци
| Сезона   | Играч                               | Клуб                | Број голова |
| 2001.    | Лулеити Кјајуна                     | АПР                 | 9           |
| 2002.    | n/a                                 | n/a                 | n/a         |
| 2003.    | Мили                                | АПР                 | 12          |
| 2004.    | Абед Муленда Оливије Карекези       | Рајон спорт АПР     | 14          |
| 2005.    | Џими Гатет                          | АПР                 | 13          |
| 2006.    | Андре Ломами                        | АПР                 | 13          |
| 2006/07. | Лабама Бокота                       | Рајон спорт         | 14          |
| 2007/08. | n/a                                 | n/a                 | n/a         |
| 2008/09. | Жан Ломами                          | Атрако              | 12          |
| 2011/12. | Оливије Карекези                    | АПР                 | 14          |
| 2012/13. | Седрик Амиси                        | Рајон спорт         | 16          |
| 2013/14. | Седрик Амиси Ваи Јека               | Рајон спорт Мусанзе | 13          |
| 2014/15. | Жан Пјер Мухиндо                    | Амагаџу             | 12          |
| 2015/16. | Дени Усенгимана Мухаџири Хакизимана | Полис Мукура        | 16          |
| 2016/17. | Дени Усенгимана                     | Полис               | 19          |
| 2017/18. | Жан Клод Ндарусанзе                 | АПР                 | 15          |
| 2018/19. | Жил Улимвенгу                       | Рајон спорт         | 20          |
| 2019/20. | Самсон Бабуа                        | Санрајс             | 15          |
| 2020/21. | Шабан Хусеин Чабалала               | Кигали              | 13          |
| 2021/22. | Шабан Хусеин Чабалала               | Кигали              | 15          |